# Варфоломеев, Иван Александрович
Ива́н Алекса́ндрович Варфоломе́ев (укр. Іван Олександрович Варфоломєєв; род. 24 марта 2004, Симферополь) — украинский футболист, полузащитник клуба «Слован Либерец» и молодёжной сборной Украины.

## Клубная карьера
Иван начинал свою карьеру в академии симферопольской «Таврии». Его первым тренером был Андрей Черемисин — мастер спорта, в прошлом известный футболист крымчан. В 2014 году полузащитник перебрался в систему львовских «Карпат», где занимался под руководством Виталия Пономарёва. В 2020 году Иван стал игроком «Руха» и стал выступать за его юношеский состав. Его дебют за взрослую команду клуба состоялся 21 февраля 2021 года в матче украинскую премьер-лиги против донецкого «Шахтёра»: полузащитник вышел на замену на 89-й минуте вместо Романа Карасюка и успел получить жёлтую карточку. Также в своём первом сезоне на взрослом уровне он принял участие в игре с «Олимпиком», которая состоялась 6 мая.
В июне 2022 года подписал контракт с клубом первой лиги Чехии «Слован Либерец». 23 сентября 2023 года Варфоломеев забил первый гол за новый клуб, в 9-м туре чемпионата в домашней игре против «Теплице» (3:3).

## Карьера в сборной
В 2020 году Иван провёл 1 игру за юношескую сборную Украины (до 16 лет). В марте 2021 года он вызывался в сборную до 18 лет, но не принимал участие в её матчах.

## Клубная статистика
| Выступление      | Выступление      | Выступление      | Чемпионат | Чемпионат | Кубок Суперкубок | Кубок Суперкубок | Еврокубки | Еврокубки | Итого | Итого |
| Клуб             | Лига             | Сезон            | Игры      | Голы      | Игры             | Голы             | Игры      | Голы      | Игры  | Голы  |
| ---------------- | ---------------- | ---------------- | --------- | --------- | ---------------- | ---------------- | --------- | --------- | ----- | ----- |
| Рух              | УПЛ              | 2020/21          | 2         | 0         | 0                | 0                | —         | —         | 2     | 0     |
| Рух              | Итого            | Итого            | 2         | 0         | 0                | 0                | 0         | 0         | 2     | 0     |
| Всего за карьеру | Всего за карьеру | Всего за карьеру | 2         | 0         | 0                | 0                | 0         | 0         | 2     | 0     |